# 声 (松本清張)
『声』（こえ）は、松本清張の短編小説。『小説公園』1956年10月号・11月号に連載され、1957年2月に『森鷗外・松本清張集』（文芸評論社・文芸推理小説選集1）収録の一編として刊行された。
『影なき声』のタイトルで1958年に日活で映画化、また4回テレビドラマ化されている。

## あらすじ
新聞社で電話の交換手をつとめる高橋朝子は、社会部の石川汎に頼まれて、赤星という姓の学者に電話をかけた。しかし、太く厭らしい声で電話を切られてしまう。電話帳を見誤り、同じ赤星姓でもまったくの別人にかけてしまったとすぐに分かったが、不快なので、間違えた方の住所を見てみると、世田谷の邸町であった。帰宅し夕刊を開いた朝子は、世田谷の赤星邸で殺人事件が起こったことを知る。朝子は警察に出頭し電話の件を伝えたが、犯人の手がかりはつかめない。ところが、あの電話の声の主が、意外なところから、朝子のもとに現われる。

## エピソード
- 当時文藝春秋の編集者であった安藤満によると、文藝春秋に電話をかけた清張が交換台に「もしもし」と一声かけると、交換嬢は、まだ名も名乗らないのに、「松本先生、今日は『オール讀物』のAに繋げますか」と、打てば響くように返すことに驚き、それが毎回続くので、興味をもち、交換嬢が社内外の人びとの声を聞き分け記憶していることを知り、この交換嬢の話を題材にしたのが本作とされている。「この事があって以降、著書が出るたびにサインをして、交換嬢に贈るのを常とされた」と安藤は述べている[1]。

## 映画
映画タイトル『影なき声』。1958年10月22日公開。鈴木清順の初期監督作品の一つ。製作・配給は日活。英語題名『Voice Without a Shadow』。
キャスト
- 二谷英明（石川汎）
- 南田洋子（小谷朝子）
- 高原駿雄（小谷茂雄）
- 宍戸錠（浜崎）
- 芦田伸介（村岡）
- 金子信雄（川井）
- 野呂圭介（明）
- 長弘（畠中）
- 内藤武敏（三村次長）
- 雪丘恵介（高橋康次）
- 谷川玲子（高橋節子）
- 近藤宏（小林）
- 石塚みどり（マリ）
- 松下達夫（石丸）
- 小園蓉子（まゆみ）
- 柳谷寛（鈴本）
- 初井言栄（鈴本ヤス）
- 鎌田みち子（女の子）
- 緑川宏（八木教授）
- 上野山功一（清水助手）
- 凡平純（巡査白塚）
- 横田陽子（管理人のおかみ）

他
スタッフ
- 監督：鈴木清順
- 脚本：秋元隆太、佐治乾
- 撮影：永塚一栄
- 音楽：林光
- 美術：坂口武玄
- 録音：米津次男
- 照明：三尾三郎

## テレビドラマ

### 1958年版
1958年2月3日と2月10日、KRT（現：TBS）系列の「ウロコ座」枠（21:15-21:45。武田薬品工業一社提供）にて2回にわたり放映。
キャスト
- 佐野周二
- 三井弘次
- 藤間紫
- 坂本武
- 細川俊夫
- 宮城千賀子
- 増田順二

スタッフ
- 脚本：大川久雄
- 制作：KRテレビ

| KRT系 ウロコ座               | KRT系 ウロコ座                     | KRT系 ウロコ座                  |
| 前番組                       | 番組名                             | 次番組                          |
| ---------------------------- | ---------------------------------- | ------------------------------- |
| 怨霊の里 （1958.1.6 - 1.13） | 声（1958年版） （1958.2.3 - 2.10） | 今様薩摩歌 （1958.2.17 - 2.24） |

### 1959年版
1959年10月10日と10月17日、フジテレビ系列の「スリラー劇場」枠（22:00-22:30）にて2回にわたり放映。
キャスト
- 千典子
- 飯沼慧

スタッフ
- 制作：フジテレビ

### 1961年版
1961年3月13日と3月20日、TBS系列の「ナショナル ゴールデン・アワー」枠（20:30-21:00）、「松本清張シリーズ・黒い断層」の1作として2回にわたり放映。
キャスト
- 福田公子
- 岩井半四郎
- 上田寛
- 安達国晴
- 矢代京子
- 桜むつ子
- 伊沢一郎
- 加藤嘉
- 住田知仁

スタッフ
- 演出：鴨下信一
- プロデューサー：逸見稔
- 制作：東京テレビ

| TBS系列 ナショナルゴールデンアワー （松本清張シリーズ・黒い断層） | TBS系列 ナショナルゴールデンアワー （松本清張シリーズ・黒い断層） | TBS系列 ナショナルゴールデンアワー （松本清張シリーズ・黒い断層） |
| 前番組                                                            | 番組名                                                            | 次番組                                                            |
| ----------------------------------------------------------------- | ----------------------------------------------------------------- | ----------------------------------------------------------------- |
| 危険な斜面 （1961.2.20 - 3.6）                                    | 声 （1961.3.13 - 20）                                             | 草 （1961.3.27 - 4.10）                                           |

### 1962年版
1962年5月10日と5月11日（22:15-22:45）、NHKの「松本清張シリーズ・黒の組曲」の1作として2回にわたり放映。
キャスト
- 小山明子
- 松本朝夫
- 三島耕
- 前沢廸雄
- 宮部昭夫
- 冨田恵子
- 陶隆
- 山崎直衛
- 真木恭介

スタッフ
- 脚色：有高扶桑
- 音楽：別宮貞雄
- 演出：田中昭男
- 制作：NHK

### 1978年版
「松本清張の「声」・ダイヤルは死の囁き」。1978年3月11日、テレビ朝日系列の「土曜ワイド劇場」枠（21:00-22:24）にて放映。視聴率16.9％（ビデオリサーチ調べ、関東地区）。
キャスト
- 小谷朝子 - 音無美紀子
- 小谷茂雄 - 秋野太作
- 小野寺良江 - 泉ピン子
- 村岡 - 波多野憲
- フロント係 - 高橋征郎
- 刑事 - 柳生博
- 川井 - 小松方正
- 浜野 - 米倉斉加年
- 寄山弘、土田桂司、加島潤、高杉和宏、小林悦子、本木紀子、沖秀一、山本譲二

スタッフ
- 脚本：吉田剛
- 演出：水川淳三
- 音楽：菅野光亮
- 制作：松竹、テレビ朝日

| テレビ朝日系列 土曜ワイド劇場 | テレビ朝日系列 土曜ワイド劇場                     | テレビ朝日系列 土曜ワイド劇場 |
| 前番組                        | 番組名                                            | 次番組                        |
| ----------------------------- | ------------------------------------------------- | ----------------------------- |
| 死の大滑降 （1978.3.4）       | 松本清張の「声」 ダイヤルは死の囁き （1978.3.11） | 悲しみは愛の笛 （1978.3.18）  |